# Tarentola caboverdianus
Tarentola caboverdianus är en ödleart som beskrevs av  H. Hermann Schleich 1984. Tarentola caboverdianus ingår i släktet Tarentola och familjen geckoödlor.

## Underarter
Arten delas in i följande underarter:
- T. c. nicolauensis
- T. c. razianus